# Hippocrepis areolata
Hippocrepis areolata är en ärtväxtart som beskrevs av Nicaise Auguste Desvaux. Hippocrepis areolata ingår i släktet hästskoklövrar, och familjen ärtväxter. Inga underarter finns listade i Catalogue of Life.